# Trichomanes contiguum
Trichomanes contiguum là một loài thực vật có mạch trong họ Hymenophyllaceae. Loài này được G. Forst. miêu tả khoa học đầu tiên năm 1786.